# Evoluční psychologie
Evoluční psychologie (v angl. orig. evolutionary psychology; zkratka EP) je teoretický přístup v psychologii, který vysvětluje jednotlivé rysy psychiky coby adaptace v evolučněbiologickém smyslu slova. Jde tedy o produkty přírodního či pohlavního výběru. Cílem evoluční psychologie je dosáhnout v oboru psychologie uvažování typického pro přírodní vědy. Ačkoliv je evoluční psychologie aplikovatelná na jakýkoliv organismus s nervovou soustavou, většina výzkumu v EP se zaměřuje na lidi.

## Úvod
Základní hypotézou, o kterou se evoluční psychologie opírá, je tzv. mnohamodulární teorie (massive modularity hypothesis), která předpokládá, že lidský mozek sestává z celé řady specializovaných mechanismů zvaných psychologické adaptace či vrozené psychické mechanismy, jež se vyvinuly přírodním či pohlavním výběrem.
Nekontroverzní příklady takovýchto mechanismů zahrnují zrakové vnímání, sluch, paměť apod. Kontroverzními příklady je modul osvojování řeči, mechanismus vyhýbání se incestu, mechanismus odhalování podvodníků nebo pohlavně specifické partnerské preference. Většina evolučních psychologů se domnívá, že většina těchto mechanismů (či modulů) je druhově specifických, byť některé jsou specifické také pro určité pohlaví či věk.
Evoluční psychologie vychází z poznatků kognitivní psychologie a evoluční biologie. Dalšími obory, jejichž poznatky využívá jsou behaviorální ekologie, umělá inteligence, genetika, etologie, antropologie, archeologie, biologie a zoologie. Evoluční psychologie je také úzce svázána se sociobiologií, ale existují mezi nimi i zásadní rozpory včetně důrazu na doménově specifické mechanismy oproti doménově-obecným, významu míry inkluzivní zdatnostnosti či významu kladeného na kognici oproti chování.
Termín evoluční psychologie zřejmě zavedl Ghiselin ve svém článku v časopisu Science v roce 1973. Jerome Barkow, Leda Cosmidesová a John Tooby jej popularizovali svojí velmi vlivnou knihou The Adapted Mind: Evolutionary Psychology and The Generation of Culture. Evoluční psychologie byla postupně aplikována v celé řadě oborů včetně ekonomie, práva, psychiatrie, politiky nebo literatury.

## Obecná evoluční teorie
Myšlenka, že organismy se skládají z množství částí, které mají různé funkce (tj. že živé věci jsou svým způsobem stroje) se táhne již od Aristotela. Tato představa je základem moderní medicíny a biologie. Zatímco někteří považovali fakt, že organismy jsou evidentně uzpůsobeny svému prostředí za důkaz Boží existence, Charles Darwin a Alfred Russel Wallace přišli s teorií tzv. přírodního výběru, v níž poskytli první vědecké důkazy o tom, že původ funkčního designu světa přírody není dílem nadpřirozeného tvůrce.
Evoluční psychologie je zakotvena na principech evoluční teorie. Mnohdy je chápána nejen jako jedna z psychologických disciplín, ale jako způsob jímž může být evoluční teorie použita jako meta-teoretický základ na němž lze zkoumat celý obor psychologie.
Přírodní výběr, klíčový prvek evoluční teorie zahrnuje tři hlavní momenty:
- variabilita značící stav, v němž existuje celá škála geneticky odlišných variant určitého znaku v populaci
- dědičnost znamená, že daný znak je geneticky determinovaný a liší se v síle projevu v rámci populace (barva vlasů, inteligence, výška)
- výběr znamená, že určité dědičné znaky zůstávají a šíří se v populaci, protože tyto znaky zvyšují reprodukční zdatnost organismu

Později Darwin svoji teorii poupravil po zjištění, že mnohé znaky, které jsou vybírány, ve skutečnosti přežití organismu ztěžují. Vezměme si takový klasický příklad pavího chvostu. Je metabolicky náročný, nešikovný a je to doslova „magnet na predátory“. Ale zároveň je to vábnička na samičky. A tak tento druh výběrového procesu nazval Darwin pohlavní výběr. Pohlavní výběr může být rozdělen do dvou typů:
- Intersexuální výběr, který se vztahuje ke znakům, které jedno pohlaví obecně preferuje u druhého (např. paví chvost).
- Intrasexuální výběr odkazující k soutěži mezi členy stejného pohlaví o přístup k pohlaví opačnému (např. bojující svými parohy).

Darwin a Wallace se domnívali, že přírodní a pohlavní výběr a nikoliv nějaký nadpřirozený tvůrce vysvětlují, proč organismy sestávají z množství funkčních mechanismů, které představují překvapivě komplexní prvky designu. Tato teorie má dva důležité důsledky pro povahu těchto mechanismů, včetně mechanismů v lidském mozku. Jednak z ní vyplývá, že všechny vrozené mechanismy musí sloužit nějaké funkci, které v širším smyslu zvyšuje reprodukci organismu. A druhým důsledkem je, že nejlepší pochopení každého mechanismu je možné ve vztahu k prostředí, v němž se vyvinul.

### Inkluzivní zdatnost
Teorie Inkluzivní zdatnosti (v orig. inclusive fitness) byla navržena Williamem D. Hamiltonem v roce 1964 jako revize evoluční teorie a jde o kombinaci přírodního výběru, pohlavního výběru a příbuzenského výběru. I svým názvem se odkazuje k součtu jedincova vlastního reprodukčního úspěchu s dopady jedincových akcí na reprodukční úspěch jeho genetických příbuzných. Obecná evoluční teorie ve své moderní podobně je v podstatě teorií inkluzivní zdatnosti.
Teorie inkluzivní zdatnosti vyřešila i otázku evoluce „altruismu“. Před-hamiltonovský pohled na altruismus operoval skupinovým výběrem: představou, že se altruismus vyvinul ve prospěch skupiny, druhu. Problém je v tom, že pokud organismus ve skupině způsobí sám sobě náklady ovlivňující jeho zdatnost ve prospěch jiných členů skupiny (tedy např. jedná "altruisticky"), pak tento organismus redukuje vlastní schopnost přežití a reprodukce a tudíž redukuje i pravděpodobnost předání svých vlastních altruistických znaků. A co víc, organismus, který by z altruistického aktu pouze těžil ve prospěch vlastní zdanosti by pravděpodobnost vlastního přežití a reprodukce zvyšoval, tudíž by se zvyšovala pravděpodobnost předání jeho „sobeckého“ chování.
Inkluzivní zdanost vyřešila „problém altruismu“ demonstrací toho, že se altruismus může vyvinout příbuzenským výběrem vyjádřeným Hamiltonovým pravidlem:
cena < (míra příbuznosti × výhoda)
Jinými slovy, altruismus se může vyvinout pokud cena altruistického jednání na straně osoby takto jednající je nižší než stupeň genetické příbuznosti s příjemcem krát výhoda, jež to příjemci přináší.
Tento úhel pohledu odráží to, co je známo jako pohled sobeckého genu a ukazuje, že skupinový výběr je velmi slabá selektivní síla. Nicméně v nedávných letech oslavil tento druh výběru svůj návrat (byť kontroverzní) jako víceúrovňová forma výběru, ukazující, že evoluce může fungovat na více úrovních funkční organizace (včetně úrovně skupiny) a nejen na úrovni genu.

## Prostředí evolučních adaptací
Termín prostředí evolučních adaptací (v angl. orig. environment of evolutionary adaptedness; zkratka EEA) byl zaveden Johnem Bowlbym v jeho teorii vazby. Odkazuje k prostředí, v němž se organismus či mechanismus vyvinul, adaptuje se na interakce se svým okolím. V prostředí, v němž se vyvíjely kachny, byla první pohybující věc, kterou kačátko nejspíše zpozorovalo, jeho matka. V důsledku toho se vyvinul psychický mechanismus, který vytváří vazbu k první pohybující se věci a který má správně vytvářet vazbu ke kachní matce. V současném prostředí však může tento mechanismus selhat a kačátko si tak místo toho vytvoří vazbu k psu nebo člověku.
Pro současného člověka je prostředím evolučních adaptací Pleistocén, v němž proběhla významná část lidské evoluce v podobě života v lovecko-sběračských společenstvích. Evoluční psychologie se domnívá, že lidská psychika je adaptována na pleistocenní prostředí evolučních adaptací a tudíž dochází k „rozporům“ podobným vazbě na psa u kačátka. Jedním z typických příkladů je ta skutečnost, že ačkoliv auta zabijí ve Spojených státech ročně 40 000 lidí, zatímco pavouci a hadi sotva hrstku, lidé mají přesto větší dispozice vytvořit si strach z pavouků a hadů než z aut, střelných zbraní, elektrických zásuvek a dalších novodobých nebezpečí. Evolučně psychologické vysvětlení je takové, že hadi a pavouci představovali pro předky dnešních lidí nebezpečí, zatímco auta nikoliv, neboť žádná neexistovala. Proto existuje rozpor mezi vrozenou předpřipraveností ke strachu a moderním prostředím.
Evoluční psychologie se domnívá, že aby se podařilo porozumět vrozeným psychickým mechanismům, musíme obdobně porozumět i vlastnostem prostředí, v němž se psychické mechanismy vyvinuly.